# サヴォ (小惑星)
サヴォ (1494 Savo) は、小惑星帯にあるS型小惑星。ユルィヨ・バイサラがトゥルクで発見した。
フィンランドの歴史的な地方区分の一つであるサヴォ（現代の北サヴォ県と南サヴォ県）に因んで名付けられた。